# 공식 경기구
공식 경기구(公式 競技球, 영어: Official Match Ball) 또는 공식 시합구(公式 試合球) 또는 공식 사용구(公式 使用球) 또는 공식 지정구(公式 指定球)는 구기 스포츠 대회 혹은 리그의 주관 단체가 해당 대회나 리그의 공식 경기에 독점 사용을 공인한 공이다. 
한국에서는 공인구(公認球)라고 많이 불린다.

## 축구

### FIFA 월드컵
월드컵 공식 경기구가 없었던 1930년 FIFA 월드컵 결승전에서 아르헨티나와 우루과이가 서로 자기나라의 공을 쓰자고 우겨서 전반전에는 아르헨티나의 공을, 후반전에는 우루과이의 공을 사용하기로 한 해프닝이 있었다. 이에 따라 1970년 FIFA 월드컵부터 FIFA에서는 월드컵에 공인구를 도입하기로 했고, 텔스타를 공식 경기구로 채택했다.
| 연도   | 개최국                                                            | 사진                                                         | 공식 경기구                       | 제작사                             |
| ------ | ----------------------------------------------------------------- | ------------------------------------------------------------ | --------------------------------- | ---------------------------------- |
| 1930년 | 우루과이                                                          |                                                              | Tiento: 전반 T-model: 후반        | tVN                                |
| 1934년 | [[파일:{{{국기그림-1861}}}\|22x20px\|border \|이탈리아]] 이탈리아 |                                                              | Federale 102                      | tVN                                |
| 1938년 | 프랑스                                                            |                                                              | Allen                             | FOX SPORTS                         |
| 1950년 | 브라질                                                            |                                                              | Duplo T                           | Superball                          |
| 1954년 | 스위스                                                            |                                                              | Swiss World Champion              | Kost Sport, Basel                  |
| 1958년 | 스웨덴                                                            |                                                              | Top Star                          | Sydsvenska Läder och Remfabriken   |
| 1962년 | 칠레                                                              |                                                              | Crack Top Star Xd                 | Senor Custodio Zamora Hd           |
| 1966년 | 잉글랜드                                                          |                                                              | 챌린지 4-스타                     | 슬래진저                           |
| 1970년 | 멕시코                                                            |                                                              | 텔스타 (Telstar)                  | 1970년이후론 아디다스가 하고 있다. |
| 1974년 | 서독                                                              |                                                              | 텔스타 두라스트 (Telstar Durlast) | 1970년이후론 아디다스가 하고 있다. |
| 1978년 | 아르헨티나                                                        |                                                              | 탱고 (Tango)                      | 1970년이후론 아디다스가 하고 있다. |
| 1982년 | 스페인                                                            |                                                              | 탱고 에스파냐 (Tango España)      | 1970년이후론 아디다스가 하고 있다. |
| 1986년 | 멕시코                                                            |                                                              | 아즈테카 (Azteca)                 | 1970년이후론 아디다스가 하고 있다. |
| 1990년 | 이탈리아                                                          |                                                              | 에트루스코 유니코 (Etrusco Unico) | 1970년이후론 아디다스가 하고 있다. |
| 1994년 | 미국                                                              |                                                              | 퀘스트라 (Questra)                | 1970년이후론 아디다스가 하고 있다. |
| 1998년 | 프랑스                                                            |                                                              | 트리콜로 (Tricolore)              | 1970년이후론 아디다스가 하고 있다. |
| 2002년 | 대한민국 / 일본                                                   |                                                              | 피버노바 (Fevernova)              | 1970년이후론 아디다스가 하고 있다. |
| 2006년 | 독일                                                              |                                                              | 팀가이스트 (Teamgeist)            | 1970년이후론 아디다스가 하고 있다. |
| 2006년 | 독일                                                              | 팀가이스트 베를린 (Teamgeist Berlin) (결승전)                |                                   | 1970년이후론 아디다스가 하고 있다. |
| 2010년 | 남아프리카 공화국                                                 |                                                              | 자블라니 (Jabulani)               | 1970년이후론 아디다스가 하고 있다. |
| 2010년 | 남아프리카 공화국                                                 | 조블라니 (Jo'bulani) (결승전)                                |                                   | 1970년이후론 아디다스가 하고 있다. |
| 2014년 | 브라질                                                            |                                                              | 브라주카 (Brazuca)                | 1970년이후론 아디다스가 하고 있다. |
| 2014년 | 브라질                                                            | 브라주카 파이널 리우 (Brazuca Final Rio) (결승전)            |                                   | 1970년이후론 아디다스가 하고 있다. |
| 2018년 | 러시아                                                            |                                                              | 텔스타 18 (Telstar 18) (조별리그) | 1970년이후론 아디다스가 하고 있다. |
| 2018년 | 러시아                                                            | 텔스타 메치타 (Telstar Mechta) (녹아웃 토너먼트)             |                                   | 1970년이후론 아디다스가 하고 있다. |
| 2022년 | 카타르                                                            | Al-Rihla, the Official Matchball for the 2022 FIFA World Cup | 알릴라(Al Rihla)                  | 1970년이후론 아디다스가 하고 있다. |